# Clare megye (Michigan)
Clare megye az Amerikai Egyesült Államokban, azon belül Michigan államban található. Megyeszékhelye Harrison, legnagyobb városa Clare. Lakosainak száma 30 856 fő (2020. április 1.). Clare megye Roscommon, Isabella, Gladwin, Midland, Mecosta, Osceola és Missaukee megyékkel határos.

## Népesség
A megye népességének változása:
| Lakosok száma | 30 995 | 30 945 | 30 751 | 30 569 | 30 553 | 30 856 |
|               | 2010   | 2011   | 2012   | 2013   | 2015   | 2020   |